# Hồ Ammer
Hồ Ammer là một hồ ở Oberbayern, Đức, nằm về phía Tây Nam của München giữa thành phố Herrsching và Dießen am Ammersee. Với một diện tích khoảng 47 kilômét vuông (18 dặm vuông Anh), nó là hồ lớn thứ sáu tại Đức. Hồ này cao hơn mặt nước biển 520 mét (1.710 ft), và có một độ sâu tối đa là 81 mét (266 ft). Cũng như các hồ thiên nhiên khác tại Oberbayern, Ammersee hình thành là kết quả của các tảng băng bị tan ra trong thời kỳ Băng hà. Hồ Ammer nhận nước từ sông Ammer, và chảy ra sông Amper. Tương tự như hồ Starnberg ở bên cạnh, có với cỡ lớn và dạng tương tự, nó rất được ưa chuộng trong các môn thể thao dưới nước.

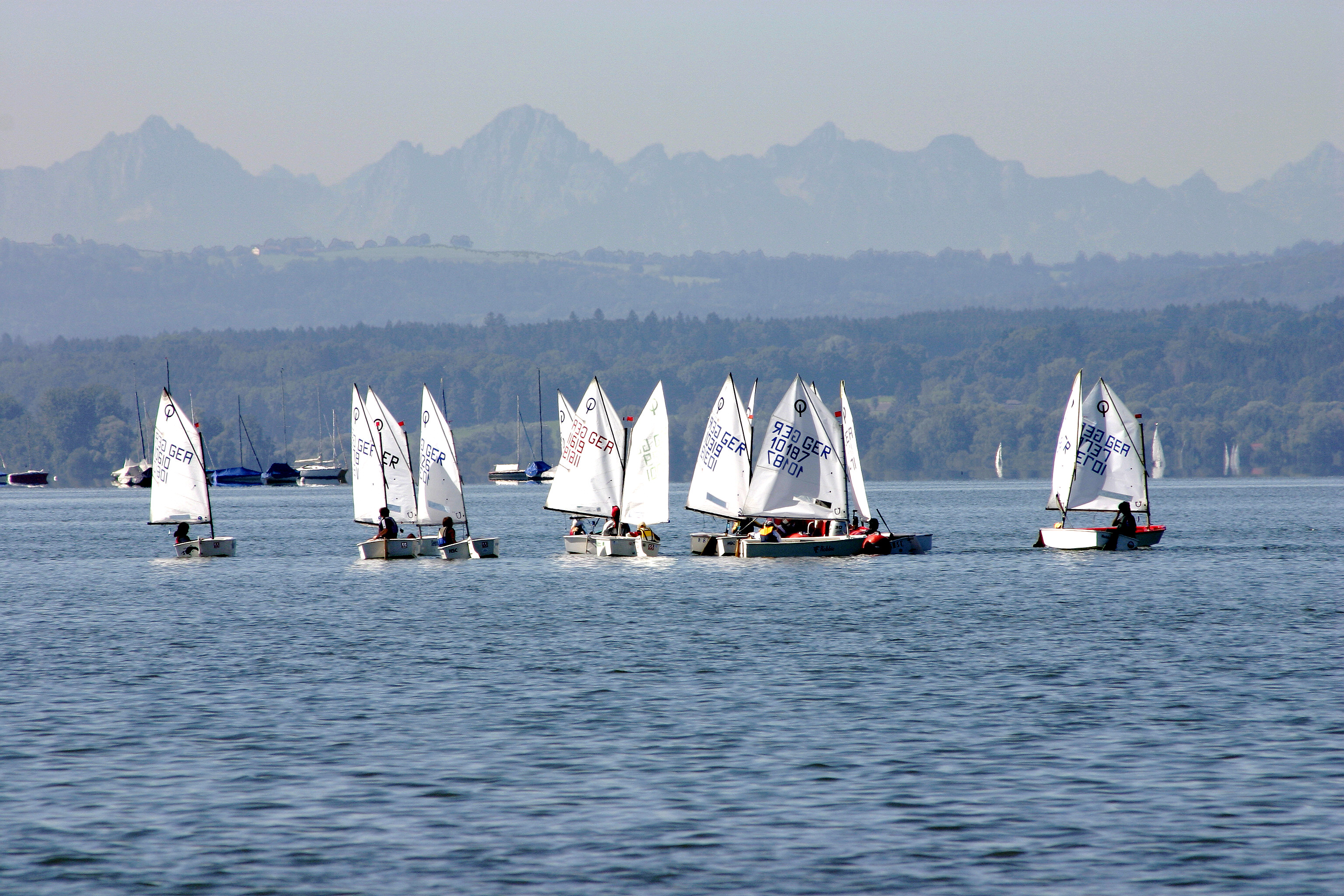
Thuyền buồm ở Ammersee

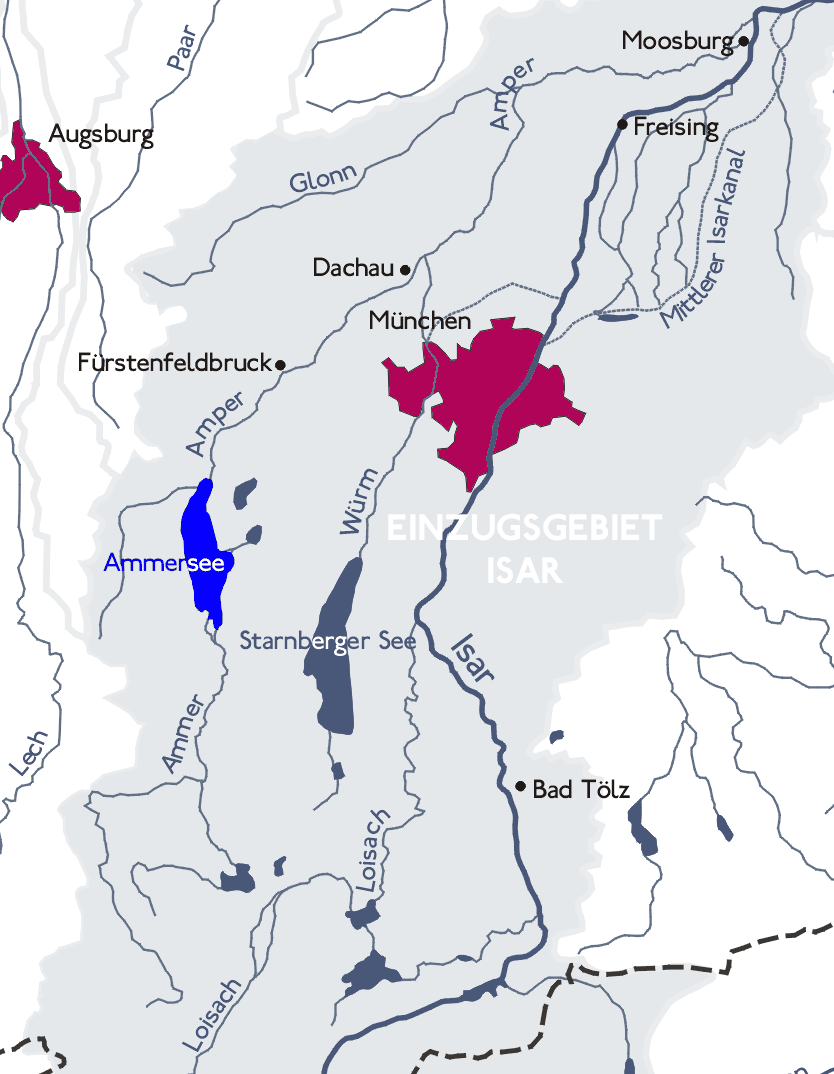
Vị trí của hồ tại vùng chung quanh München, các sông chảy vào và ra